# 羅經 (永樂進士)
羅經（14世紀—15世紀），字履常，福建汀州府上杭縣在城里人，明朝政治人物。

## 生平
羅經是永樂十五年（1417年）丁酉科舉人，次年（1418年）聯捷進士，獲授雩都知縣，在當地愛民興學，調任淇縣知縣也以恭慎為本，禮敬士人、愛民如子，教導縣民用桔槹汲水溉田，增加歲收；正統三年（1438年）擢為廣西道監察御史，到十二年（1447年）外任浙江按察司僉事，因年老告歸，七十二歲去世。

## 引用
1. 1 2  同治《上杭縣志·卷九·人物志》：羅經，字履常，在城里人，永樂丁酉以《易經》魁于鄉，戊戌捷南宮，初知江西雩都縣，愛民興學，再補淇縣廉而惠，尤重民事，其地不知水耨之法，經教民作桔槹汲水溉田，歲收始裕，淇人戴德立生祠祀之，召入擢廣西道御史，出按察浙江，以老告歸里，卒年七十有二。
2. ↑  同治《上杭縣志·卷八·選舉志》：科第……（永樂）十五年丁酉鄉試李馬榜 羅經 字履常，在城里人，第五名，見進士……十六年戊戌會試李騏榜 羅經 歷任浙江按察司僉事，有傳
3. ↑  同治《雩都縣志·卷七》：羅經，上杭人，宣德元年任知縣，愛民興學，不修邊幅，陞浙江僉事。
4. ↑  順治《淇縣志·卷五·官師志》：羅經，福建上杭人，正統初任淇縣知縣，恆己恭慎、□政勤敏、敬士愛民，九載如一，秩滿擢監察御史，□□□德難忘立祠祀之，入名宦。
5. ↑  《明英宗睿皇帝實錄·卷四十九》：（正統三年十二月）丙寅擢中書舍人邢恭、推官趙敬、知縣羅經、主簿劉景為監察御史，俱行在，恭等先以朝臣薦舉理刑考稱，故有是命。
6. ↑  《明英宗睿皇帝實錄·卷一百五十二》：（正統十二年四月己亥）陞……御史……羅經為浙江僉事……